# Portoscuso
Portoscuso (en sardo: Portescùsi) es un municipio de Italia de 5.361 habitantes en la provincia de Cerdeña del Sur, región de Cerdeña. Entre los lugares de interés destaca la iglesia de Santa Maria d'Itria y la "Torre Spagnola".

## Torre Spagnola
La torre, como indica su nombre, fue erigida por los conquistadores españoles en el año 1594 con el objetivo de defenderse de los corsarios barberiscos. Durante la década de 1950 se realizaron varias excavaciones, y en su base se encontraron restos humanos y armas de la época medieval; actualmente están a disposición del público en un museo de Cagliari.

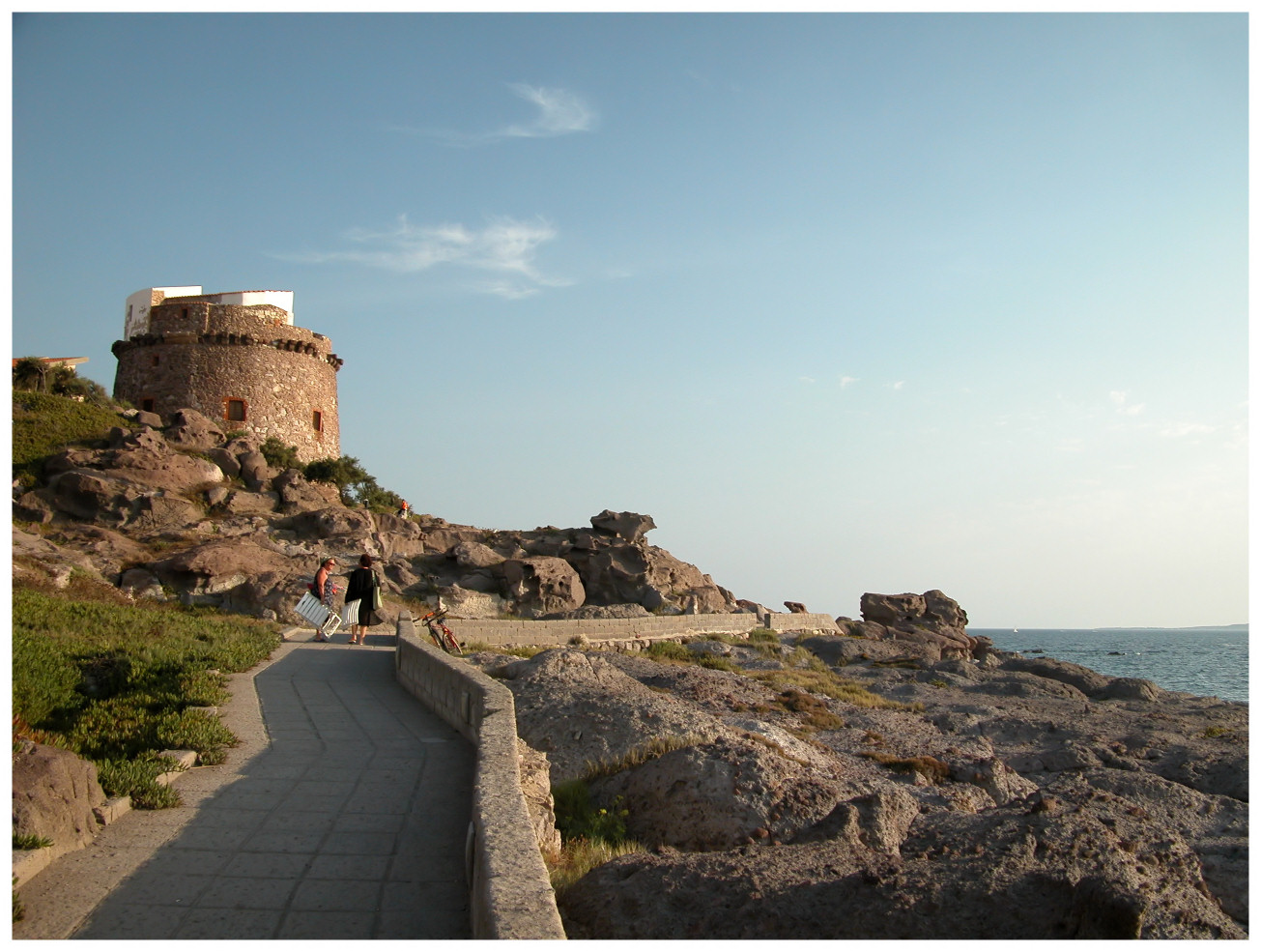
Torre Spagnola.

## Evolución demográfica
| Gráfica de evolución demográfica de Portoscuso entre 1861 y 2001 |
|                                                                  |
| Fuente ISTAT - Elaboración gráfica de Wikipedia                  |